# Davis Cup 2019 – kvalifikační kolo
Kvalifikační kolo Davis Cupu 2019 představovalo dvanáct mezistátních tenisových zápasů, hraných mezi 1. a 2. únorem 2019. Vítězové postoupili do listopadového finále a poražení sestoupili do 1. skupin tří kontinentálních zón – americké, asijsko-oceánské a euroafrické, konaných v září 2019. V těchto skupinách tak získali možnost postupu do kvalifikačního kola v roce 2020.
Po přijetí reformy Davis Cupu měly kvalifikační kolo s 24 celky a finálový turnaj s 18 týmy v roce 2019 premiéru. Nové soutěže nahradily Světovou skupinu a baráž.

## Přehled
| Nasazené týmy 1. Belgie 2. Srbsko 3. Austrálie 4. Itálie 5. Německo 6. Švýcarsko 7. Kazachstán 8. Česko 9. Švédsko 10. Rakousko 11. Kanada 12. Japonsko | Nenasazené týmy - Maďarsko - Nizozemsko - Rusko - Portugalsko - Bosna a Hercegovina - Slovensko - Indie - Uzbekistán - Čína - Kolumbie - Chile - Brazílie |

| Kvalifikační kolo o finále – 1. a 2. února 2019 | Kvalifikační kolo o finále – 1. a 2. února 2019 | Kvalifikační kolo o finále – 1. a 2. února 2019 | Kvalifikační kolo o finále – 1. a 2. února 2019 | Kvalifikační kolo o finále – 1. a 2. února 2019 | Kvalifikační kolo o finále – 1. a 2. února 2019 | Kvalifikační kolo o finále – 1. a 2. února 2019 |
| Domácí                                          | výsledek                                        | hosté                                           | místo konání                                    | areál / hala                                    | povrch                                          |                                                 |
| ----------------------------------------------- | ----------------------------------------------- | ----------------------------------------------- | ----------------------------------------------- | ----------------------------------------------- | ----------------------------------------------- | ----------------------------------------------- |
| Brazílie                                        | 1–3                                             | Belgie [1]                                      | Uberlândia                                      | Ginásio Municipal Tancredo Neves                | antuka (h)                                      |                                                 |
| Uzbekistán                                      | 2-3                                             | Srbsko [2]                                      | Taškent                                         | Saxovat Sport Servis Sport Complex              | tvrdý (h)                                       |                                                 |
| Austrálie [3]                                   | 4–0                                             | Bosna a Hercegovina                             | Adelaide                                        | Memorial Drive Tennis Club                      | tvrdý                                           |                                                 |
| Indie                                           | 1–3                                             | Itálie [4]                                      | Kalkata                                         | Calcutta South Club                             | tráva                                           |                                                 |
| Německo [5]                                     | 5–0                                             | Maďarsko                                        | Frankfurt                                       | Fraport Arena                                   | tvrdý (h)                                       |                                                 |
| Švýcarsko [6]                                   | 1–3                                             | Rusko                                           | Biel/Bienne                                     | Swiss Tennis Arena                              | tvrdý (h)                                       |                                                 |
| Kazachstán [7]                                  | 3–1                                             | Portugalsko                                     | Astana                                          | Národní tenisové centrum Daulet                 | tvrdý (h)                                       |                                                 |
| Česko [8]                                       | 1–3                                             | Nizozemsko                                      | Ostrava                                         | Ostravar Aréna                                  | tvrdý (h)                                       |                                                 |
| Kolumbie                                        | 2–0                                             | Švédsko [9]                                     | Bogotá                                          | Palacio de los Deportes                         | antuka (h)                                      |                                                 |
| Rakousko [10]                                   | 2–3                                             | Chile                                           | Salcburk                                        | Salzburgarena                                   | antuka (h)                                      |                                                 |
| Slovensko                                       | 2–3                                             | Kanada [11]                                     | Bratislava                                      | AXA aréna NTC                                   | antuka (h)                                      |                                                 |
| Čína                                            | 2–3                                             | Japonsko [12]                                   | Kanton                                          | Olympijské tenisové centrum                     | tvrdý                                           |                                                 |

## Zápasy kvalifikačního kola

### Brazílie vs. Belgie
| | Brazílie | 1 :                                                      | 3   | Belgie |    |            |
| --- | -------- | -------------------------------------------------------- | --- | ------ | -- | ---------- |
| Ginásio Municipal Tancredo Neves, Uberlândia, Brazílie 1.–2. února 2019 antuka (hala) |          |                                                          |     |        |    |            |
| \| \| \| \| 1. \| 2. \| 3. \| \| \| -- \| \| -------------------------------------------------------- \| --- \| ---- \| -- \| ---------- \| \| 1. \| \| Thiago Monteiro Arthur De Greef \| 6 3 \| 6 2 \| \| \| \| 2. \| \| Rogério Dutra da Silva Kimmer Coppejans \| 4 6 \| 4 6 \| \| \| \| 3. \| \| Marcelo Melo / Bruno Soares Sander Gillé / Joran Vliegen \| 4 6 \| 64 7 \| \| \| \| 4. \| \| Thiago Monteiro Kimmer Coppejans \| 3 6 \| 4 6 \| \| \| \| 5. \| \| Rogério Dutra da Silva Arthur De Greef \| \| \| \| nehrálo se \| \| \| \| \| \| \| \| \| \| \| \| \| \| \| \| \| \| \| \| \| \| \| \| \| \| \| \| \| \| \| \| \| \| \| \| \| \| \| \| \| |          |                                                          |     |        |    |            |
| |          |                                                          | 1.  | 2.     | 3. |            |
| 1. |          | Thiago Monteiro Arthur De Greef                          | 6 3 | 6 2    |    |            |
| 2. |          | Rogério Dutra da Silva Kimmer Coppejans                  | 4 6 | 4 6    |    |            |
| 3. |          | Marcelo Melo / Bruno Soares Sander Gillé / Joran Vliegen | 4 6 | 64 7   |    |            |
| 4. |          | Thiago Monteiro Kimmer Coppejans                         | 3 6 | 4 6    |    |            |
| 5. |          | Rogério Dutra da Silva Arthur De Greef                   |     |        |    | nehrálo se |
| |          |                                                          |     |        |    |            |
| |          |                                                          |     |        |    |            |
| |          |                                                          |     |        |    |            |
| |          |                                                          |     |        |    |            |
| |          |                                                          |     |        |    |            |

### Uzbekistán vs. Srbsko
| | Uzbekistán | 2 :                                                                | 3    | Srbsko |     |  |
| --- | ---------- | ------------------------------------------------------------------ | ---- | ------ | --- |  |
| Sportovní komplex Saxovat, Taškent, Uzbekistán 1.–2. února 2019 tvrdý (hala) |            |                                                                    |      |        |     |  |
| \| \| \| \| 1. \| 2. \| 3. \| \| \| -- \| \| ------------------------------------------------------------------ \| ---- \| --- \| --- \| \| \| 1. \| \| Sandžar Fajzijev Dušan Lajović \| 64 7 \| 3 6 \| \| \| \| 2. \| \| Denis Istomin Filip Krajinović \| 2 6 \| 4 6 \| \| \| \| 3. \| \| Sandžar Fajzijev / Denis Istomin Nikola Milojević / Viktor Troicki \| 2 6 \| 6 1 \| 6 3 \| \| \| 4. \| \| Denis Istomin Dušan Lajović \| 6 3 \| 6 4 \| \| \| \| 5. \| \| Sandžar Fajzijev Filip Krajinović \| 6 4 \| 3 6 \| 0 6 \| \| \| \| \| \| \| \| \| \| \| \| \| \| \| \| \| \| \| \| \| \| \| \| \| \| \| \| \| \| \| \| \| \| \| \| \| \| \| \| \| \| |            |                                                                    |      |        |     |  |
| |            |                                                                    | 1.   | 2.     | 3.  |  |
| 1. |            | Sandžar Fajzijev Dušan Lajović                                     | 64 7 | 3 6    |     |  |
| 2. |            | Denis Istomin Filip Krajinović                                     | 2 6  | 4 6    |     |  |
| 3. |            | Sandžar Fajzijev / Denis Istomin Nikola Milojević / Viktor Troicki | 2 6  | 6 1    | 6 3 |  |
| 4. |            | Denis Istomin Dušan Lajović                                        | 6 3  | 6 4    |     |  |
| 5. |            | Sandžar Fajzijev Filip Krajinović                                  | 6 4  | 3 6    | 0 6 |  |
| |            |                                                                    |      |        |     |  |
| |            |                                                                    |      |        |     |  |
| |            |                                                                    |      |        |     |  |
| |            |                                                                    |      |        |     |  |
| |            |                                                                    |      |        |     |  |

### Austrálie vs. Bosna a Hercegovina
| | Austrálie | 4 :                                                       | 0   | Bosna a Hercegovina |    |            |
| --- | --------- | --------------------------------------------------------- | --- | ------------------- | -- | ---------- |
| Memorial Drive Tennis Club, Adelaide, Austrálie 1.–2. února 2019 tvrdý |           |                                                           |     |                     |    |            |
| \| \| \| \| 1. \| 2. \| 3. \| \| \| -- \| \| --------------------------------------------------------- \| --- \| ---- \| -- \| ---------- \| \| 1. \| \| John Millman Damir Džumhur \| 6 3 \| 6 2 \| \| \| \| 2. \| \| Alex de Minaur Mirza Bašić \| 6 3 \| 7 60 \| \| \| \| 3. \| \| John Peers / Jordan Thompson Mirza Bašić / Tomislav Brkić \| 7 5 \| 6 1 \| \| \| \| 4. \| \| Alexei Popyrin Nerman Fatić \| 6 1 \| 7 62 \| \| \| \| 5. \| \| John Millman Mirza Bašić \| \| \| \| nehrálo se \| \| \| \| \| \| \| \| \| \| \| \| \| \| \| \| \| \| \| \| \| \| \| \| \| \| \| \| \| \| \| \| \| \| \| \| \| \| \| \| \| |           |                                                           |     |                     |    |            |
| |           |                                                           | 1.  | 2.                  | 3. |            |
| 1. |           | John Millman Damir Džumhur                                | 6 3 | 6 2                 |    |            |
| 2. |           | Alex de Minaur Mirza Bašić                                | 6 3 | 7 60                |    |            |
| 3. |           | John Peers / Jordan Thompson Mirza Bašić / Tomislav Brkić | 7 5 | 6 1                 |    |            |
| 4. |           | Alexei Popyrin Nerman Fatić                               | 6 1 | 7 62                |    |            |
| 5. |           | John Millman Mirza Bašić                                  |     |                     |    | nehrálo se |
| |           |                                                           |     |                     |    |            |
| |           |                                                           |     |                     |    |            |
| |           |                                                           |     |                     |    |            |
| |           |                                                           |     |                     |    |            |
| |           |                                                           |     |                     |    |            |

### Indie vs. Itálie
| | Indie | 1 :                                                            | 3   | Itálie |     |            |
| --- | ----- | -------------------------------------------------------------- | --- | ------ | --- | ---------- |
| Calcutta South Club, Kalkata, Indie 1.–2. února 2019 tráva |       |                                                                |     |        |     |            |
| \| \| \| \| 1. \| 2. \| 3. \| \| \| -- \| \| -------------------------------------------------------------- \| --- \| --- \| --- \| ---------- \| \| 1. \| \| Ramkumar Ramanathan Andreas Seppi \| 4 6 \| 2 6 \| \| \| \| 2. \| \| Prajnéš Gunneswaran Matteo Berrettini \| 4 6 \| 3 6 \| \| \| \| 3. \| \| Rohan Bopanna / Divij Šaran Matteo Berrettini / Simone Bolelli \| 4 6 \| 6 3 \| 6 4 \| \| \| 4. \| \| Prajnéš Gunneswaran Andreas Seppi \| 1 6 \| 4 6 \| \| \| \| 5. \| \| Ramkumar Ramanathan Matteo Berrettini \| \| \| \| nehrálo se \| \| \| \| \| \| \| \| \| \| \| \| \| \| \| \| \| \| \| \| \| \| \| \| \| \| \| \| \| \| \| \| \| \| \| \| \| \| \| \| \| |       |                                                                |     |        |     |            |
| |       |                                                                | 1.  | 2.     | 3.  |            |
| 1. |       | Ramkumar Ramanathan Andreas Seppi                              | 4 6 | 2 6    |     |            |
| 2. |       | Prajnéš Gunneswaran Matteo Berrettini                          | 4 6 | 3 6    |     |            |
| 3. |       | Rohan Bopanna / Divij Šaran Matteo Berrettini / Simone Bolelli | 4 6 | 6 3    | 6 4 |            |
| 4. |       | Prajnéš Gunneswaran Andreas Seppi                              | 1 6 | 4 6    |     |            |
| 5. |       | Ramkumar Ramanathan Matteo Berrettini                          |     |        |     | nehrálo se |
| |       |                                                                |     |        |     |            |
| |       |                                                                |     |        |     |            |
| |       |                                                                |     |        |     |            |
| |       |                                                                |     |        |     |            |
| |       |                                                                |     |        |     |            |

### Německo vs. Maďarsko
| | Německo | 5 :                                                     | 0    | Maďarsko |          |  |
| --- | ------- | ------------------------------------------------------- | ---- | -------- | -------- |  |
| Fraport Arena, Frankfurt nad Mohanem, Německo 1.–2. února 2019 tvrdý (hala) |         |                                                         |      |          |          |  |
| \| \| \| \| 1. \| 2. \| 3. \| \| \| -- \| \| ------------------------------------------------------- \| ---- \| --- \| -------- \| \| \| 1. \| \| Philipp Kohlschreiber Zsombor Piros \| 6 78 \| 7 5 \| 6 4 \| \| \| 2. \| \| Alexander Zverev Péter Nagy \| 6 2 \| 6 2 \| \| \| \| 3. \| \| Tim Pütz / Jan-Lennard Struff Gábor Borsos / Péter Nagy \| 6 2 \| 6 3 \| \| \| \| 4. \| \| Alexander Zverev Gábor Borsos \| 6 3 \| 6 4 \| \| \| \| 5. \| \| Philipp Kohlschreiber Dávid Szintai \| 65 7 \| 6 3 \| [10] [5] \| \| \| \| \| \| \| \| \| \| \| \| \| \| \| \| \| \| \| \| \| \| \| \| \| \| \| \| \| \| \| \| \| \| \| \| \| \| \| \| \| \| |         |                                                         |      |          |          |  |
| |         |                                                         | 1.   | 2.       | 3.       |  |
| 1. |         | Philipp Kohlschreiber Zsombor Piros                     | 6 78 | 7 5      | 6 4      |  |
| 2. |         | Alexander Zverev Péter Nagy                             | 6 2  | 6 2      |          |  |
| 3. |         | Tim Pütz / Jan-Lennard Struff Gábor Borsos / Péter Nagy | 6 2  | 6 3      |          |  |
| 4. |         | Alexander Zverev Gábor Borsos                           | 6 3  | 6 4      |          |  |
| 5. |         | Philipp Kohlschreiber Dávid Szintai                     | 65 7 | 6 3      | [10] [5] |  |
| |         |                                                         |      |          |          |  |
| |         |                                                         |      |          |          |  |
| |         |                                                         |      |          |          |  |
| |         |                                                         |      |          |          |  |
| |         |                                                         |      |          |          |  |

### Švýcarsko vs. Rusko
| | Švýcarsko | 1 :                                                            | 3      | Rusko |      |            |
| --- | --------- | -------------------------------------------------------------- | ------ | ----- | ---- | ---------- |
| Swiss Tennis Arena, Biel/Bienne, Švýcarsko 1.–2. února 2019 tvrdý (hala) |           |                                                                |        |       |      |            |
| \| \| \| \| 1. \| 2. \| 3. \| \| \| -- \| \| -------------------------------------------------------------- \| ------ \| ----- \| ---- \| ---------- \| \| 1. \| \| Henri Laaksonen Daniil Medveděv \| 68 710 \| 78 66 \| 2 6 \| \| \| 2. \| \| Marc-Andrea Hüsler Karen Chačanov \| 3 6 \| 5 7 \| \| \| \| 3. \| \| Jérôme Kym / Henri Laaksonen Jevgenij Donskoj / Andrej Rubljov \| 4 6 \| 6 3 \| 7 61 \| \| \| 4. \| \| Henri Laaksonen Karen Chačanov \| 7 62 \| 6 78 \| 4 6 \| \| \| 5. \| \| Marc-Andrea Hüsler Daniil Medveděv \| \| \| \| nehrálo se \| \| \| \| \| \| \| \| \| \| \| \| \| \| \| \| \| \| \| \| \| \| \| \| \| \| \| \| \| \| \| \| \| \| \| \| \| \| \| \| \| |           |                                                                |        |       |      |            |
| |           |                                                                | 1.     | 2.    | 3.   |            |
| 1. |           | Henri Laaksonen Daniil Medveděv                                | 68 710 | 78 66 | 2 6  |            |
| 2. |           | Marc-Andrea Hüsler Karen Chačanov                              | 3 6    | 5 7   |      |            |
| 3. |           | Jérôme Kym / Henri Laaksonen Jevgenij Donskoj / Andrej Rubljov | 4 6    | 6 3   | 7 61 |            |
| 4. |           | Henri Laaksonen Karen Chačanov                                 | 7 62   | 6 78  | 4 6  |            |
| 5. |           | Marc-Andrea Hüsler Daniil Medveděv                             |        |       |      | nehrálo se |
| |           |                                                                |        |       |      |            |
| |           |                                                                |        |       |      |            |
| |           |                                                                |        |       |      |            |
| |           |                                                                |        |       |      |            |
| |           |                                                                |        |       |      |            |

### Kazachstán vs. Portugalsko
| | Kazachstán | 3 :                                                              | 1    | Portugalsko |     |            |
| --- | ---------- | ---------------------------------------------------------------- | ---- | ----------- | --- | ---------- |
| Národní tenisové centrum Daulet, Astana, Kazachstán 1.–2. února 2019 tvrdý (hala) |            |                                                                  |      |             |     |            |
| \| \| \| \| 1. \| 2. \| 3. \| \| \| -- \| \| ---------------------------------------------------------------- \| ---- \| --- \| --- \| ---------- \| \| 1. \| \| Alexandr Bublik João Sousa \| 61 7 \| 6 4 \| 6 4 \| \| \| 2. \| \| Michail Kukuškin Pedro Sousa \| 6 2 \| 6 0 \| \| \| \| 3. \| \| Timur Chabibulin / Oleksandr Nedověsov Gastão Elias / João Sousa \| 6 3 \| 3 6 \| 4 6 \| \| \| 4. \| \| Michail Kukuškin João Sousa \| 6 4 \| 6 1 \| \| \| \| 5. \| \| Alexandr Bublik Pedro Sousa \| \| \| \| nehrálo se \| \| \| \| \| \| \| \| \| \| \| \| \| \| \| \| \| \| \| \| \| \| \| \| \| \| \| \| \| \| \| \| \| \| \| \| \| \| \| \| \| |            |                                                                  |      |             |     |            |
| |            |                                                                  | 1.   | 2.          | 3.  |            |
| 1. |            | Alexandr Bublik João Sousa                                       | 61 7 | 6 4         | 6 4 |            |
| 2. |            | Michail Kukuškin Pedro Sousa                                     | 6 2  | 6 0         |     |            |
| 3. |            | Timur Chabibulin / Oleksandr Nedověsov Gastão Elias / João Sousa | 6 3  | 3 6         | 4 6 |            |
| 4. |            | Michail Kukuškin João Sousa                                      | 6 4  | 6 1         |     |            |
| 5. |            | Alexandr Bublik Pedro Sousa                                      |      |             |     | nehrálo se |
| |            |                                                                  |      |             |     |            |
| |            |                                                                  |      |             |     |            |
| |            |                                                                  |      |             |     |            |
| |            |                                                                  |      |             |     |            |
| |            |                                                                  |      |             |     |            |

### Česko vs. Nizozemsko
| | Česko | 1 :                                                       | 3    | Nizozemsko |      |            |
| --- | --- | --------------------------------------------------------- | ---- | ---------- | ---- | ---------- |
| Ostravar Aréna, Ostrava, Česko 1.–2. února 2019 tvrdý (hala) | |                                                           |      |            |      |            |
| \| \| \| \| 1. \| 2. \| 3. \| \| \| ----------- \| ------------------------------------------------------------------------------------------------------------------------------------------------------------------------------------------------------------------------------------------------------------------------------------------------------------------------------------------------------------------------------------------------------------------------------------------------------------------------------------------------------------- \| --------------------------------------------------------- \| ---- \| --- \| ---- \| ---------- \| \| 1. \| \| Jiří Veselý Tallon Griekspoor \| 5 7 \| 6 4 \| 6 4 \| \| \| 2. \| \| Lukáš Rosol Robin Haase \| 2 6 \| 4 6 \| \| \| \| 3. \| \| Lukáš Rosol / Jiří Veselý Robin Haase / Jean-Julien Rojer \| 65 7 \| 6 3 \| 67 9 \| \| \| 4. \| \| Jiří Lehečka Robin Haase \| 4 6 \| 6 2 \| 3 6 \| \| \| 5. \| \| Lukáš Rosol Tallon Griekspoor \| \| \| \| nehrálo se \| \| Nominace \| \| \| \| \| \| \| \| \| Česko: Jiří Veselý, Lukáš Rosol, Adam Pavlásek, Tomáš Macháč, Jiří Lehečka, nehrající kapitán Jaroslav Navrátil \| \| \| \| \| \| \| \| Nizozemsko: Robin Haase, Tallon Griekspoor, Scott Griekspoor, Jean-Julien Rojer, Matwé Middelkoop, nehrající kapitán Paul Haarhuis \| \| \| \| \| \| \| Podrobnosti \| \| \| \| \| \| \| \| \| Československo, respektive Česká republika, se v minulosti s Nizozemskem utkala sedmkrát a držela aktivní bilanci 5:2. Ve světové baráži 2017 Nizozemci otočili nepříznivý vývoj ze stavu 0:2 a nad českým výběrem vyhráli poprvé od roku 1925.[10] V sobotní čtyřhře neproměnili Rosol s Veselým tři mečboly. Veselý odehrál debla s vykloubeným prstem. Sedmnáctiletý junior Jiří Lehečka, který jedničku týmu nahradil, se stal nejmladším debutantem v historii českého daviscupového týmu (od 1993).[11] \| \| \| \| \| \| | |                                                           |      |            |      |            |
| | |                                                           | 1.   | 2.         | 3.   |            |
| 1. | | Jiří Veselý Tallon Griekspoor                             | 5 7  | 6 4        | 6 4  |            |
| 2. | | Lukáš Rosol Robin Haase                                   | 2 6  | 4 6        |      |            |
| 3. | | Lukáš Rosol / Jiří Veselý Robin Haase / Jean-Julien Rojer | 65 7 | 6 3        | 67 9 |            |
| 4. | | Jiří Lehečka Robin Haase                                  | 4 6  | 6 2        | 3 6  |            |
| 5. | | Lukáš Rosol Tallon Griekspoor                             |      |            |      | nehrálo se |
| Nominace | |                                                           |      |            |      |            |
| | Česko: Jiří Veselý, Lukáš Rosol, Adam Pavlásek, Tomáš Macháč, Jiří Lehečka, nehrající kapitán Jaroslav Navrátil |                                                           |      |            |      |            |
| | Nizozemsko: Robin Haase, Tallon Griekspoor, Scott Griekspoor, Jean-Julien Rojer, Matwé Middelkoop, nehrající kapitán Paul Haarhuis |                                                           |      |            |      |            |
| Podrobnosti | |                                                           |      |            |      |            |
| | Československo, respektive Česká republika, se v minulosti s Nizozemskem utkala sedmkrát a držela aktivní bilanci 5:2. Ve světové baráži 2017 Nizozemci otočili nepříznivý vývoj ze stavu 0:2 a nad českým výběrem vyhráli poprvé od roku 1925. V sobotní čtyřhře neproměnili Rosol s Veselým tři mečboly. Veselý odehrál debla s vykloubeným prstem. Sedmnáctiletý junior Jiří Lehečka, který jedničku týmu nahradil, se stal nejmladším debutantem v historii českého daviscupového týmu (od 1993). |                                                           |      |            |      |            |

### Kolumbie vs. Švédsko
| | Kolumbie | 4 :                                                                    | 0   | Švédsko |    |            |
| --- | -------- | ---------------------------------------------------------------------- | --- | ------- | -- | ---------- |
| Palacio de los Deportes, Bogotá, Kolumbie 1.–2. února 2019 antuka (hala) |          |                                                                        |     |         |    |            |
| \| \| \| \| 1. \| 2. \| 3. \| \| \| -- \| \| ---------------------------------------------------------------------- \| --- \| --- \| -- \| ---------- \| \| 1. \| \| Santiago Giraldo Elias Ymer \| 6 2 \| 6 4 \| \| \| \| 2. \| \| Daniel Elahi Galán Mikael Ymer \| 6 1 \| 6 2 \| \| \| \| 3. \| \| Juan Sebastián Cabal / Robert Farah Markus Eriksson / Robert Lindstedt \| 6 3 \| 6 4 \| \| \| \| 4. \| \| Alejandro González Elias Ymer \| 6 3 \| 6 3 \| \| \| \| 5. \| \| Santiago Giraldo Mikael Ymer \| \| \| \| nehrálo se \| \| \| \| \| \| \| \| \| \| \| \| \| \| \| \| \| \| \| \| \| \| \| \| \| \| \| \| \| \| \| \| \| \| \| \| \| \| \| \| \| |          |                                                                        |     |         |    |            |
| |          |                                                                        | 1.  | 2.      | 3. |            |
| 1. |          | Santiago Giraldo Elias Ymer                                            | 6 2 | 6 4     |    |            |
| 2. |          | Daniel Elahi Galán Mikael Ymer                                         | 6 1 | 6 2     |    |            |
| 3. |          | Juan Sebastián Cabal / Robert Farah Markus Eriksson / Robert Lindstedt | 6 3 | 6 4     |    |            |
| 4. |          | Alejandro González Elias Ymer                                          | 6 3 | 6 3     |    |            |
| 5. |          | Santiago Giraldo Mikael Ymer                                           |     |         |    | nehrálo se |
| |          |                                                                        |     |         |    |            |
| |          |                                                                        |     |         |    |            |
| |          |                                                                        |     |         |    |            |
| |          |                                                                        |     |         |    |            |
| |          |                                                                        |     |         |    |            |

### Rakousko vs. Chile
| | Rakousko | 2 :                                                                                | 3   | Chile |      |  |
| --- | -------- | ---------------------------------------------------------------------------------- | --- | ----- | ---- |  |
| Salzburgarena, Salcburk, Rakousko 1.–2. února 2019 antuka (hala) |          |                                                                                    |     |       |      |  |
| \| \| \| \| 1. \| 2. \| 3. \| \| \| -- \| \| ---------------------------------------------------------------------------------- \| --- \| --- \| ---- \| \| \| 1. \| \| Jurij Rodionov Nicolás Jarry \| 5 7 \| 5 7 \| \| \| \| 2. \| \| Dennis Novak Cristian Garín \| 6 4 \| 6 4 \| \| \| \| 3. \| \| Oliver Marach / Jürgen Melzer Marcelo Tomás Barrios Vera / Hans Podlipnik Castillo \| 6 4 \| 2 6 \| 7 5 \| \| \| 4. \| \| Dennis Novak Nicolás Jarry \| 4 6 \| 6 3 \| 62 7 \| \| \| 5. \| \| Jurij Rodionov Cristian Garín \| 2 6 \| 1 6 \| \| \| \| \| \| \| \| \| \| \| \| \| \| \| \| \| \| \| \| \| \| \| \| \| \| \| \| \| \| \| \| \| \| \| \| \| \| \| \| \| \| \| |          |                                                                                    |     |       |      |  |
| |          |                                                                                    | 1.  | 2.    | 3.   |  |
| 1. |          | Jurij Rodionov Nicolás Jarry                                                       | 5 7 | 5 7   |      |  |
| 2. |          | Dennis Novak Cristian Garín                                                        | 6 4 | 6 4   |      |  |
| 3. |          | Oliver Marach / Jürgen Melzer Marcelo Tomás Barrios Vera / Hans Podlipnik Castillo | 6 4 | 2 6   | 7 5  |  |
| 4. |          | Dennis Novak Nicolás Jarry                                                         | 4 6 | 6 3   | 62 7 |  |
| 5. |          | Jurij Rodionov Cristian Garín                                                      | 2 6 | 1 6   |      |  |
| |          |                                                                                    |     |       |      |  |
| |          |                                                                                    |     |       |      |  |
| |          |                                                                                    |     |       |      |  |
| |          |                                                                                    |     |       |      |  |
| |          |                                                                                    |     |       |      |  |

### Slovensko vs. Kanada
| | Slovensko | 2 :                                                                    | 3    | Kanada |     |  |
| --- | --------- | ---------------------------------------------------------------------- | ---- | ------ | --- |  |
| AXA aréna NTC, Bratislava, Slovensko 1.–2. února 2019 antuka (hala) |           |                                                                        |      |        |     |  |
| \| \| \| \| 1. \| 2. \| 3. \| \| \| -- \| \| ---------------------------------------------------------------------- \| ---- \| --- \| --- \| \| \| 1. \| \| Filip Horanský Denis Shapovalov \| 4 6 \| 5 7 \| \| \| \| 2. \| \| Martin Kližan Félix Auger-Aliassime \| 7 5 \| 6 3 \| \| \| \| 3. \| \| Martin Kližan / Filip Polášek Félix Auger-Aliassime / Denis Shapovalov \| 3 6 \| 7 5 \| 6 3 \| \| \| 4. \| \| Martin Kližan Denis Shapovalov \| 64 7 \| 4 6 \| \| \| \| 5. \| \| Norbert Gombos Félix Auger-Aliassime \| 3 6 \| 4 6 \| \| \| \| \| \| \| \| \| \| \| \| \| \| \| \| \| \| \| \| \| \| \| \| \| \| \| \| \| \| \| \| \| \| \| \| \| \| \| \| \| \| \| |           |                                                                        |      |        |     |  |
| |           |                                                                        | 1.   | 2.     | 3.  |  |
| 1. |           | Filip Horanský Denis Shapovalov                                        | 4 6  | 5 7    |     |  |
| 2. |           | Martin Kližan Félix Auger-Aliassime                                    | 7 5  | 6 3    |     |  |
| 3. |           | Martin Kližan / Filip Polášek Félix Auger-Aliassime / Denis Shapovalov | 3 6  | 7 5    | 6 3 |  |
| 4. |           | Martin Kližan Denis Shapovalov                                         | 64 7 | 4 6    |     |  |
| 5. |           | Norbert Gombos Félix Auger-Aliassime                                   | 3 6  | 4 6    |     |  |
| |           |                                                                        |      |        |     |  |
| |           |                                                                        |      |        |     |  |
| |           |                                                                        |      |        |     |  |
| |           |                                                                        |      |        |     |  |
| |           |                                                                        |      |        |     |  |

### Čínská lidová republika vs. Japonsko
| | Čínská lidová republika | 2 :                                                     | 3    | Japonsko |     |  |
| --- | ----------------------- | ------------------------------------------------------- | ---- | -------- | --- |  |
| Kantonské tenisové olympijské centrum, Kanton, Čínská lidová republika 1.–2. února 2019 tvrdý |                         |                                                         |      |          |     |  |
| \| \| \| \| 1. \| 2. \| 3. \| \| \| -- \| \| ------------------------------------------------------- \| ---- \| ---- \| --- \| \| \| 1. \| \| Li Če Jošihito Nišioka \| 6 3 \| 6 2 \| \| \| \| 2. \| \| Čang Ce Taró Daniel \| 63 7 \| 4 6 \| \| \| \| 3. \| \| Kung Mao-sin / Čang Ce Ben McLachlan / Jasutaka Učijama \| 5 7 \| 7 5 \| 6 4 \| \| \| 4. \| \| Wu I-ping Jošihito Nišioka \| 2 6 \| 0 6 \| \| \| \| 5. \| \| Li Če Taró Daniel \| 3 6 \| 7 64 \| 3 6 \| \| \| \| \| \| \| \| \| \| \| \| \| \| \| \| \| \| \| \| \| \| \| \| \| \| \| \| \| \| \| \| \| \| \| \| \| \| \| \| \| \| |                         |                                                         |      |          |     |  |
| |                         |                                                         | 1.   | 2.       | 3.  |  |
| 1. |                         | Li Če Jošihito Nišioka                                  | 6 3  | 6 2      |     |  |
| 2. |                         | Čang Ce Taró Daniel                                     | 63 7 | 4 6      |     |  |
| 3. |                         | Kung Mao-sin / Čang Ce Ben McLachlan / Jasutaka Učijama | 5 7  | 7 5      | 6 4 |  |
| 4. |                         | Wu I-ping Jošihito Nišioka                              | 2 6  | 0 6      |     |  |
| 5. |                         | Li Če Taró Daniel                                       | 3 6  | 7 64     | 3 6 |  |
| |                         |                                                         |      |          |     |  |
| |                         |                                                         |      |          |     |  |
| |                         |                                                         |      |          |     |  |
| |                         |                                                         |      |          |     |  |
| |                         |                                                         |      |          |     |  |